# Piquet GP
A Piquet GP, anteriormente conhecida como Minardi Piquet Sports ou Minardi by Piquet Sports e Piquet Sports foi uma equipe de automobilismo. A história da equipe pode ser rastreada até quando a equipe da GP Racing foi fundada em 1997, e também quando a Piquet Sports foi criada em 2000 pelo tricampeão mundial de Fórmula 1 Nelson Piquet. Em 2007, a Piquet Sports e a GP Racing se fundiram para criar a "Minardi Piquet Sports". Em 2008, a equipe retirou a palavra "Minardi" de seu nome. No início de 2009, a equipe foi vendida e renomeada para Piquet GP, mas mudou seu nome novamente em novembro para Rapax Team, uma vez que todos os laços remanescentes com o proprietário Piquet foram cortados.
Esta equipe disputou o campeonato de GP2 Series de 2005 a 2009, e conquistou ao total sete vitórias.